# Нахичеванска автономна република
Нахичеванската автономна република (на азербайджански: Naxçıvan Muxtar Respublikası) е автономен регион в състава на Азербайджан. Столица е град Нахичеван, на който е наречена републиката.
Има площ от 5502,75 km² и население от 439 800 души (2015 г.), 99 % от които са азербайджанци към 1999 г.

## История
Областта на Нахичеван е превзета от персийските Сефевиди през 16 век. След последната Руско-персийска война от 1828 г. и Договора от Туркманчай Нахичеванското ханство преминава към Руската империя. Тогава територията му е включена в новообразуваната Арменска област, която се разширява и става Ериванска губерния през 1849 г.
След Февруарската революция от 1917 г. регионът попада под властта на Специалния закавказки комитет на Руското временно правителство, после на Закавказката демократична федеративна република (ЗДФР), просъществувала само от 22 април до 26 май 1918 г. След разпадането на ЗДФР Нахичеванският уезд, Карабах и Зангезур (днес в област Сюник, Армения) са оспорвани жестоко от новите държави Демократична република Армения и Азербайджанска демократична република.
През юни 1918 г. регионът попада под османска окупация. Според уговорките от Мудроското примирие османците се изтеглят от Закавказието, за да бъде заето от идващите британци.
Полк на Червента армия влиза в Нахичеван на 28 юли 1920 г. Създаден е революционен комитет, който провъзгласява Нахичеванския край за съветска социалистическа република. След продължително оспорване между Армения и Азербайджан (с престрелки и погроми), завземане от Турция и преговори Нахичеванският уезд накрая се включва като Нахичеванска автономна съветска социалистическа република (Нахичеванска АССР) в състава на Азербайджанската ССР съгласно Московския договор от 16 март 1921 г.
През януари 1990 г. Нахичеванската АССР обявява независимост от СССР и организира протест спрямо репресирането на националното движение в Азербайджан. Година по-късно се присъединява като Нахичеванска автономна република към вече независимата Република Азербайджан.
Нахичеванската автономна република се управлява от собствен законодателен орган. Регионът страда вследствие от конфликта между Армения и Азербайджан, започвал в края на 1980-те години. Анклавът на Карки е в арменска окупация оттогава насам. Васиф Талибов е лидер на Нахичеванската автономна република от 1995 г.

## География
Нахичеванската република няма излаз на море и се явява ексклав на Азербайджан. На север и изток граничи с Армения (дължина на границата 221 km), на юг и югозапад – с Иран (179 km), на запад – с Турция (15 km). Общата дължина на границите е 415 km; дължина от северозапад на югоизток – 150 km, ширина от североизток на югозапад – 60 km. В тези си граници заема площ от 5503 km².
Страната заема югоизточната част на Закавказието. Почти 75% от територията ѝ се намира на височина над 1000 m. На север, по границата с Армения се простира Айоцдзорският хребет (височина до 2773 m), а на изток, също по границата с Армения – Зангезурският хребет с максимална височина връх Капуджик 3904 m (39°09′34″ с. ш. 46°00′12″ и. д. / 39.159444° с. ш. 46.003333° и. д.) Южната и югозападната част покрай левия бряг на река Аракс е равнинна с височина от 600 до 1000 m. Разработват се находища на молибденови и полиметални руди, каменна сол, облицовъчен камък и строителни материали. Има множество източници на минерални води.
Климатът е рязко континентален, засушлив. Средната януарска температура в равнинните части е от -3 до -6 °C, в планините е от -10 до -14 °C, средната юлска е съответно 28 °C и от 25 до 5 °C. Годишната сума на валежите варира от 190 – 300 mm в равнината до 300 – 600 mm и повече в планините. Продължителността на вегетационния период (минимална денонощна температура 5& °C) в равнинните части е около 265 денонощия.
Водите на река Аракс и нейните притоци Арпачай (Арпа), Нахичеванчай и др. имат голямо значение за напояване. Изградени са няколко водни съоръжения: хидровъзелът „Аракс“ (на границата с Иран), водохранилищата Батабатгьол и Узунобинско в басейна на река Нахичеванчай и Арпачайското водохранилище на река Арпачай.
Почвите в равнината са предимно сивоземни и ливадно-сивоземни, на места засолени. В предпланинските и среднопланинските райони са засолени сивокафави, планинско-кестеняви, кафяви планинско-горски, а по най-високите части с планинско-ливадни и торфени. Поради сухотата на климата преобладава ксерофилната растителност. В равнината и частично в предпланинските части са разпространени предимно пелинова и пелиново-солянкова полупустинна растителност, а в среднопланинските части – планинско-ксерофилна (томиляри и фригана), на места остепнена. Високите части са заети от субалпийски и частично алпийски пасища и степи. Гори почти отсъстват и заемат едва 3 хил. ха. В региона обитават множество видове животни: безоаров козел, малоазиатски муфлон, леопард, мечка, глиган, лисица, заек, каменна белка, а от птиците най-характерни са каспийски улар, алпийска чучулига, планинска лястовица, каменна яребица и др. Има множество влечуги.

## Население
По данни от 1999 година 99 % от населението са азербайджанци, 0,6 % – кюрди и 0,15 % – руснаци.

## Деление
В административно отношение Нахичеванската република е разделена на 7 района и град Нахичеван.
1. Бабек (Babək)
2. Джулфа (Culfa)
3. Кангарли (Kəngərli)
4. Нахичеван (Naxçıvan) – столица
5. Ордубад (Ordubad)
6. Садарак (Sədərək)
7. Шахбуз (Şahbuz)
8. Шарур (Şərur)